# Guy Decomble
Guy Decomble (* 12. November 1910 in Aulnay-sous-Bois; † 14. August 1964 in Châtellerault) war ein französischer Schauspieler.

## Leben
Seine erste Filmrolle übernahm Decomble bereits 1932, jedoch sollten seine Rollen während der 1930er-Jahre zunächst klein bleiben. Gelegentlich betätigte er sich in der Folgezeit auch als Regieassistent und Drehbuchautor. Erst in der Nachkriegszeit konnte er sich als Filmdarsteller etablieren. Seine erste heute noch halbwegs bekannte Rolle spielte er als leichtlebiger Jahrmarktshändler Roger in Jacques Tatis Komödie Tatis Schützenfest aus dem Jahr 1949. Im französischen Kino der 1950er-Jahre übernahm Decomble eine Vielzahl an profilierten Nebenrollen, darunter auch in zwei bedeutenden Nouvelle-Vague-Klassikern von 1959: Als schlechtgelaunter Buchhändler in Claude Chabrols Schrei, wenn du kannst sowie als autoritärer Französischlehrer in François Truffauts Sie küßten und sie schlugen ihn. 
Sein filmisches Schaffen umfasst über 60 Kinofilme sowie gegen Ende seines Lebens einige Fernsehproduktionen. Guy Decomble starb im August 1964 im Alter von nur 53 Jahren, nachdem er bis zuletzt als Schauspieler gearbeitet hatte.

## Filmografie (Auswahl)
- 1932: Das Ding ist geschaukelt (L'affaire est dans le sac)
- 1936: Das Verbrechen des Herrn Lange (Le Crime de Monsieur Lange)
- 1937: Ein sonderbarer Fall (Drôle de drame)
- 1937: Gebrandmarkt (Forfaiture)
- 1938: Bestie Mensch (La Bête Humaine)
- 1942: Der letzte Trumpf (Dernier Atout)
- 1947: Das Spiel ist aus (Les jeux sont faits)
- 1949: Tatis Schützenfest (Jour de fête)
- 1949: Skandal auf den Champs-Élysées (Scandale aux Champs-Élysées)
- 1952: Wir sind alle Mörder (Nous sommes tous des assassins)
- 1954: Der Abtrünnige (Le défroqué)
- 1955: Die schwarze Akte (Le dossier noir)
- 1956: Drei Uhr nachts (Bob le flambeur)
- 1957: Therese Etienne (Thérèse Étienne)
- 1958: Kommissar Maigret stellt eine Falle (Maigret tend un piège)
- 1959: Schrei, wenn du kannst (Les Cousins)
- 1959: Wiesenstraße Nr. 10 (Rue des Prairies)
- 1959: Sie küßten und sie schlugen ihn (Les Quatre Cents Coups)
- 1959: Im Kittchen ist kein Zimmer frei (Archimède, le clochard)
- 1959: Nathalie spielt Geheimagentin (Nathalie, agent secret)
- 1960: Der Himmel ist schon ausverkauft (Les vieux de la vieille)
- 1961: Affäre Nina B. (L’affaire Nina B.)
- 1964: L'abonné de la ligne U (Fernsehserie, 12 Folgen)